# Сточкі (Серадзький повіт)
Сточкі (пол. Stoczki) — село в Польщі, у гміні Серадз Серадзького повіту Лодзинського воєводства.
Населення — 274 особи (2011).
У 1975-1998 роках село належало до Серадзького воєводства.

## Демографія
Демографічна структура станом на 31 березня 2011 року:
|          | Загалом | Допрацездатний вік | Працездатний вік | Постпрацездатний вік |
| -------- | ------- | ------------------ | ---------------- | -------------------- |
| Чоловіки | 147     | 36                 | 97               | 14                   |
| Жінки    | 127     | 25                 | 72               | 30                   |
| Разом    | 274     | 61                 | 169              | 44                   |